# QuickTime Streaming Server
QuickTime Streaming Server (QTSS) è un server (o un Daemon) costruito all'interno di macOS Server che invia, su richiesta, video e/o audio agli utenti di una Rete informatica o di Internet.
QTSS è basato sul suo equivalente open source Darwin Streaming Server.
Quando usato insieme a QuickTime Broadcaster, è possibile inviare video e/o audio in tempo reale a vari utenti di una rete.